# Joëlle Maison
 (novembre 2015).
Si vous disposez d'ouvrages ou d'articles de référence ou si vous connaissez des sites web de qualité traitant du thème abordé ici, merci de compléter l'article en donnant les références utiles à sa vérifiabilité et en les liant à la section « Notes et références ».
Joëlle Maison, née le 4 janvier 1968 à Ixelles, est une femme politique belge bruxelloise, membre de Démocrate fédéraliste indépendant.
Elle est licenciée en droit (Université libre de Bruxelles, 1993), avocate au Barreau de Bruxelles.

## Fonctions politiques
- Conseillère communale à Uccle (1994-)
  - Échevine de l'Éducation, de l'Enseignement et des Affaires juridiques
- Membre du Parlement de la Région de Bruxelles-Capitale depuis le 17 juin 2014
  - Députée de la Communauté française de Belgique (2014-)

## Décoration
- Chevalier de l'ordre de Léopold (2024)[1].